# Sa-Fire
Wilma Cosmé, mer känd under sitt artistnamn Sa-Fire, född 1967 i San Juan, Puerto Rico, är en amerikansk sångerska. Hon sjöng in originalversionen av Michael Jacksons låt "This Is It" som kom ut efter hans död 2009.